# 小行星6494
小行星6494（英語：6494）是一颗围绕太阳公转的小行星。1992年7月8日，大友哲在藤枝市发现了此天体。
这颗小行星的绝对星等为253.63543等。